# Andreas Schweiger
Andreas Schweiger (ur. 10 czerwca 1953 w Schwangau, zm. 5 listopada 2018 tamże) – niemiecki biathlonista startujący w barwach RFN, dwukrotny medalista mistrzostw świata.

## Kariera
W zawodach Pucharu Świata zadebiutował 13 stycznia 1978 roku w Ruhpolding, zajmując trzecie miejsce w biegu indywidualnym. Tym samym już w debiucie nie tylko zdobył pierwsze punkty, ale od razu stanął na podium. W zawodach tych wyprzedzili go jedynie dwaj reprezentanci NRD: Klaus Siebert i Eberhard Rösch. W kolejnych startach jeszcze dwa razy stawał na podium: 27 stycznia 1983 roku w Ruhpolding był drugi w tej samej konkurencji, a 9 marca 1983 roku w Oslo rywalizację w biegu indywidualnym ukończył na trzeciej pozycji. Najlepsze wyniki osiągnął w sezonie 1982/1983, kiedy zajął 14. miejsce w klasyfikacji generalnej.
Na mistrzostwach świata w Hochfilzen w 1978 roku wspólnie z Heinrichem Mehringerem, Hansim Estnerem i Gerhardem Winklerem zdobył brązowy medal w sztafecie. Podczas rozgrywanych trzy lata później mistrzostw świata w Lahti reprezentacja RFN w składzie: Franz Bernreiter, Andreas Schweiger, Peter Angerer i Fritz Fischer wywalczyła srebro w sztafecie. Schweiger był też między innymi dziewiąty w biegu indywidualnym i czwarty w sztafecie na mistrzostwach świata w Mińsku w 1982 roku.
Nigdy nie wystąpił na igrzyskach olimpijskich. Dwukrotnie był mistrzem RFN w biegu indywidualnym.
Po zakończeniu kariery został trenerem w klubie TSV Schwangau.

## Osiągnięcia

### Mistrzostwa świata
| Rok  | Miejscowość | Konkurencje | Konkurencje | Konkurencje | Konkurencje | Konkurencje | Konkurencje | Konkurencje |
| Rok  | Miejscowość | IN          | SP          | PU          | MS          | RL          | MR          | SR          |
| ---- | ----------- | ----------- | ----------- | ----------- | ----------- | ----------- | ----------- | ----------- |
| 1978 | Hochfilzen  | 27.         | 16.         | nd.         | nd.         | 3.          | nd.         | –           |
| 1979 | Ruhpolding  | 37.         | 31.         | nd.         | nd.         | 8.          | nd.         | –           |
| 1981 | Lahti       | 35.         | 39.         | nd.         | nd.         | 2.          | nd.         | –           |
| 1982 | Mińsk       | 9.          | 30.         | nd.         | nd.         | 4.          | nd.         | –           |
| 1983 | Anterselva  | 17.         | 37.         | nd.         | nd.         | –           | nd.         | –           |

### Puchar Świata

#### Miejsca w klasyfikacji generalnej
| Sezon     | Miejsce |
| --------- | ------- |
| 1977/1978 | 23.     |
| 1978/1979 | -       |
| 1979/1980 | ?       |
| 1980/1981 | -       |
| 1981/1982 | 22.     |
| 1982/1983 | 14.     |

#### Miejsca na podium chronologicznie
| Lp. | Dzień       | Rok  | Miejscowość | Konkurencja                | Lokata | Pudła   | Czas biegu | Strata  | Zwycięzca        |
| --- | ----------- | ---- | ----------- | -------------------------- | ------ | ------- | ---------- | ------- | ---------------- |
| 1.  | 13 stycznia | 1978 | Ruhpolding  | Bieg indywidualny na 20 km | 3.     | 0+0+0+0 | 1:09:42,0  | +1:47,0 | Klaus Siebert    |
| 2.  | 27 stycznia | 1983 | Ruhpolding  | Bieg indywidualny na 20 km | 2.     | 0+0+0+0 | 1:11:21,7  | +1:20,6 | Peter Angerer    |
| 3.  | 9 marca     | 1983 | Oslo        | Bieg indywidualny na 20 km | 3.     | 0+0+0+0 | 1:10:04,4  | +45,8   | Dmitrij Wasiljew |